# Vicente Marco
Vicente Marco Orts (Valencia, 5 de marzo de 1916 - Madrid, 30 de agosto de 2008) fue un periodista y locutor español.

## Biografía
Hijo del político valenciano Vicente Marco Miranda, fue uno de los pioneros del periodismo deportivo en España, desarrollando prácticamente toda su carrera en la radio. Marco fue atraído por la radio escuchando a un locutor deportivo de la época, Carlos Fuertes Peralba, retransmitiendo un partido de la Copa del Mundo de Fútbol.
En 1945 se incorporó a Radio Madrid para participar en el concurso Tu carrera es la radio, del norteamericano Robert S. Kieve. En esa emisora intervino en todo tipo de programas.
En 1952 empezó a conducir uno de los espacios deportivos decanos de la radio en España: Carrusel deportivo. Su voz acompañó al programa durante cerca de treinta años, hasta 1982, fecha de su jubilación.
Fue el descubridor de Joaquín Prat, al que incorporó a su programa en 1964.
En 1971 recibió la Antena de Oro y en 1999 el Premio Ondas.
Fallece en Madrid a los 92 años, el 30 de agosto de 2008.